# Bartomeu Sintes Sagreras
Bartomeu Sintes Sagreras (Ciutadella de Menorca, 21 de juliol de 1853 - Barcelona, 22 d'octubre de 1896) fou un professor de música i compositor.

## Biografia
Fou fill de Bartomeu Sintes i Casasnovas i d'Inés Sagreras i Sagreras (*-1897).
Degué realitzar els primers estudis de música amb els seus oncles, els sacerdots Antoni i Miquel Sintes. Per eludir el servei militar, fugí de Menorca i passà a l'Alger en barca. D'allà marxà a Marsella, on ingressà al Conservatori de Música. Una vegada acabats els estudis musicals, passà a l'Uruguai, i s'instal·là a Montevideo, on es dedicà a l'ensenyament i també a la composició. A instàncies del seu oncle Antoni, tornà a Menorca, i fixà la seva residència a Ciutadella. Tornà a deixar encara Menorca i marxà a Catalunya. A Barcelona posà música a la sarsuela La zagala del valle, el llibret de la qual seria imprès a Barcelona el 1895. L'obra, que se situava a la Vall d'Ansó l'any 1875, no arribà a representar-se mai.
Bartomeu Sintes morí sobtadament a Barcelona un any després a conseqüència d'un atac apoplèctic.

## Obres
Sarsuela
- La venganza del pirata (llibret de Mateu Obrador).
- La zagala del valle (llibret de Fernando Gabaldón Rodrigo), Barcelona, 1895.[6][7] El llibretista va escriure una segona part amb el títol Afanes bienlogrados, que sembla que no va arribar a ser posada en música.[8]

Piano
- Los Arrullos, polca; Skaking Rink, capricho polca.